# Pseudeoscarta
Pseudeoscarta is een geslacht van halfvleugeligen uit de familie schuimcicaden (Cercopidae). De wetenschappelijke naam van dit geslacht is voor het eerst geldig gepubliceerd in 1933 door Lallemand.

## Soorten
Het geslacht Pseudeoscarta  is monotypisch en omvat slechts de volgende soort:
- Pseudeoscarta pendleburyi Lallemand, 1933